# Prostaglandina E2
La prostaglandina E2 (PGE2) és una molècula de senyalització lipídica implicada en el dolor i la inflamació, que pot potenciar la regeneració de teixits després d'una lesió en diversos sistemes d'òrgans. Actua com a mediador de moltes funcions fisiològiques i patològiques, i pot ser produïda per gairebé tots els tipus de cèl·lules del cos, com epitelis i fibroblasts.La producció de PGE2 augmenta significativament en els teixits danyats. Davant estímuls diversos com la inflamació, la PGE2 es genera a partir de l’àcid araquidònic (AA), que s'allibera dels fosfolípids de la membrana catalitzat per la fosfolipasa A2 (PLA2).